# 小林海咲 (スカッシュ)
小林 海咲（こばやし みさき、女性、1990年1月16日 - ）は、日本のスカッシュプレイヤー。メディカルスキャニング所属。

## 来歴
神奈川県川崎市出身。スカッシュプレイヤーであった実父の影響で12歳でスカッシュを始め、そのわずか8か月後に全日本ジュニア選手権（U-13/U-15）で準優勝を果たす。翌2003年にはU-19で優勝、U-21で準優勝し、ペナンジュニアオープン（U-15）に出場し準優勝。この時訪れたマレーシアのスカッシュ環境および設備のよさに驚き、中学卒業後に父親の勧めもありペナン島にスカッシュ留学した。ペナンは世界女王ニコル・デーヴィッドの出身地でもある。
帰国後に出場した2009年11月の第38回全日本スカッシュ選手権大会で女王松井千夏を破り、史上最年少で優勝を遂げ、国内ランク1位となり第一人者に躍り出た。
2014年2月からメディカルスキャニング所属となり、パリに活動拠点を移し世界のトップランカー達と練習に励む。
世界ランキング自己最高位は29位（2014年1月）。2012年全日本選手権（男子）で優勝した小林僚生は実弟である。

## 戦績
- 2003年 - 全日本ジュニアスカッシュ選手権大会 準優勝
- 2004年
  - ペナンジュニアオープン 準優勝
  - 香港ジュニアU-15 優勝
  - 第33回全日本スカッシュ選手権大会 ベスト8（史上最年少）
- 2009年 - 第38回全日本スカッシュ選手権大会 優勝（史上最年少）
- 2010年
  - ドーハアジア競技大会 ベスト8
  - 第39回全日本スカッシュ選手権大会 優勝
- 2011年 - 第40回全日本スカッシュ選手権大会 優勝
- 2012年 - 第41回全日本スカッシュ選手権大会 優勝
- 2013年
  - ワールドゲームズ ベスト8
  - 第42回全日本スカッシュ選手権大会 優勝
- 2014年 - 仁川アジア競技大会 ベスト8